# Maarja-Magdaleena
Maarja-Magdaleena – wieś w Estonii, w prowincji Jõgeva, w gminie Tabivere.